# Эвансит
Эвансит (англ. Evansite) — минерал, осно́вный фосфат алюминия. Назван честь британского металлурга Брука Эванса, впервые обнаружившего минерал.

## Свойства
Эвансит — аморфный минерал, обладающий разнообразием цветов. Имеет твердость по шкале Мооса — 3,5-4. Встречается в виде гроздевидных, сталактитовидных и почковидных агрегатов. Эвансит открыт в 1864 году, нуждается в современном повторном исследовании.

## Название на других языках
- нем. Evansit;
- исп. Evansita;
- англ. Evansite.